# 김용호 (1977년)
김용호(1977년 3월 7일 ~ )는 대한민국의 배우이다.

## 학력
- 1993년 ~ 1996년 자양고등학교
- 1996년 ~ 2003년 인천전문대학 한국무용과

## 출연

### 방송

#### 드라마
- 1993년 SBS 《공룡선생》
- 2003년 MBC 《앞집 여자》
- 2004년 KBS 2TV 《미안하다 사랑한다》
- 2009년 KBS 2TV 《꽃보다 남자》
- 2009년 MBC 《탐나는도다》
- 2018년 KBS 2TV 《인형의 집》 - 차대길 역
- 2018년 KBS 2TV 《하나뿐인 내편》 - 공성식 역
- 2020년 JTBC 《런 온》
- 2022년 넷플릭스 《소년심판》 - 최영나의 삼촌 역
- 2023년 JTBC 《신성한, 이혼》 - 젊은 춘석 부 역

### 영화
- 2000년 《찍히면 죽는다》 - 사복 경찰 2 역
- 2001년 《라이방》 - 준형 형 역
- 2002년 《취화선》 - 도공 3 역
- 2004년 《하류인생》 - 친목회 직원 3 역
- 2004년 《달마야, 서울 가자》 - 지하철 남 1 역
- 2006년 《연리지》 - 덩치 남 1 역
- 2006년 《다세포 소녀》 - 사진 작가 역
- 2008년 《울학교 이티》 - 인터뷰 학생 1 역
- 2008년 《고고70》 - 고고족 역
- 2009년 《아부지》 - 야학 청년 2 역
- 2009년 《독》 - 중국집 배달부 역
- 2010년 《살인의 강》 - 〔Chapter 1. 1985년〕 김 형사 역
- 2014년 《왓니껴》 - 택시 기사 역
- 2015년 《조선마술사》 - 찬극 수하 2 역
- 2016년 《특별수사: 사형수의 편지》 - 광수대 형사 3 역
- 2016년 《굿바이 싱글》 - 화보 촬영 사진 작가 역
- 2016년 《덕혜옹주》 - 박 의장 대변인 역
- 2017년 《대립군》 - 영변 백성 5 역
- 2017년 《범죄도시》 - 당구장 사장 역
- 2021년 《F20》 - 주민 4 역
- 2022년 《인민을 위해 복무하라》 - 사단장 운전간부 역

### 공연

#### 연극
- 《다녀오겠습니다》
- 2011년 《에릭사티》

#### 뮤지컬
- 1999년 《웨스트 사이드 스토리》
- 《해상왕 장보고》
- 《다시 피는 꽃》
- 《지저스 크라이스트 수퍼스타》
- 《카르멘》
- 2002년 《더 리허설》
- 《신데렐라》
- 《노틀담의 곱추》
- 《더 킹》
- 《금강》
- 2005년 《하드락카페》
- 2013년 《개떡》
- 2013년 《칵테일》